# Ossaea laxivenula
Ossaea laxivenula är en tvåhjärtbladig växtart som beskrevs av John Julius Wurdack. Ossaea laxivenula ingår i släktet Ossaea och familjen Melastomataceae.
Artens utbredningsområde är Colombia. Inga underarter finns listade i Catalogue of Life.